# Campeonato Nacional de Rodeo de 1957
El Campeonato Nacional de Rodeo de 1957 fue la novena versión del campeonato más importante del rodeo chileno,  deporte nacional de Chile. Esta edición se realizó en Curicó, zona en donde el rodeo es muy popular, además tierra de importantes campeones a lo largo de la historia. 
Los campeones fueron René Urzúa y Luis Mayol en "Cuspe" y "Roñoso" con 15 puntos y representando a la Asociación de Rodeo de Chimbarongo.

## Rodeo local de Curicó
Antiguamente, antes de comenzar el Campeonato Nacional, se realizaba el rodeo local de la ciudad en donde se desarrollaba el campeonato. Luis Mayol junto a "Roñoso" habían tenido un bajo desempeño, ya que el caballo había pasado varios días inactivo. Le dijo a René Urzúa, su collera y dos veces campeón de Chile, que no iba a participar en el Champion.
La respuesta de Urzúa hizo honor a su legendario mal carácter.
«Me retó y me dijo que cómo se me ocurría hacer algo así. Me mandó a que el lunes llegara a las 6 de la mañana a la quincha a trabajar a "Roñoso". No participé ni en el desfile del Champion para seguir con el potro», afirmó Mayol.

## Serie de campeones
La serie de campeones se disputó el 25 de marzo de 1957. La competencia fue muy dura entre las colleras de Urzúa y Mayol con la de Arturo Ríos y Manuel Bustamante en "Pichanguero" y "Ambicionero", de la legendaria comunidad Darío Pavez.
Luego del correr el tercer novillo, las dos colleras quedaron empatadas a 13 puntos.
En el último animal salió primero la collera de Ríos y Bustamante y realizaron cero puntos. La estrategia de Urzúa y Mayol fue jugársela por los dos puntos. Finalmente realizan esa suma, con "Roñoso" a punto, la dupla se llevó para la casa el Champion de 1957, cuando Mayol tenía 30 años.
Los campeones tuvieron un premio de 250 mil pesos, dinero que en ese tiempo alcanzaba incluso para comprarse un automóvil nuevo; sin embargo, lo gastaron todo en la celebración del campeonato, invitando a muchos corredores a compartir.

## Resultados

### Serie de campeones
| Cuarto animal 1957 | Cuarto animal 1957                      | Cuarto animal 1957            | Cuarto animal 1957 |
| ------------------ | --------------------------------------- | ----------------------------- | ------------------ |
| Lugar              | Jinetes                                 | Caballos                      | Puntaje            |
| 1º                 | René Urzúa y Luis Mayol                 | "Cuspe" y "Reñoso"            | 15                 |
| 2º                 | Arturo Ríos y Manuel Bustamante         | "Pichanguero" y "Ambicionero" | 14                 |
| 3º                 | Edgar de la Maza y Demetrio Villegas    | "Aquintralado" y "Nubosa"     | 10                 |
| 4º                 | José Manuel Aguirre y Guillermo Aguirre | "Reata" y "Como Naide"        | 9                  |
| 5º                 | Aguirre y Anguita                       | "Rodá" y "Reparo"             | 9                  |
| 6º                 | Héctor Varela                           | "Peñuelas" y "Vetada"         | 6                  |